# ولوو اس۶۰

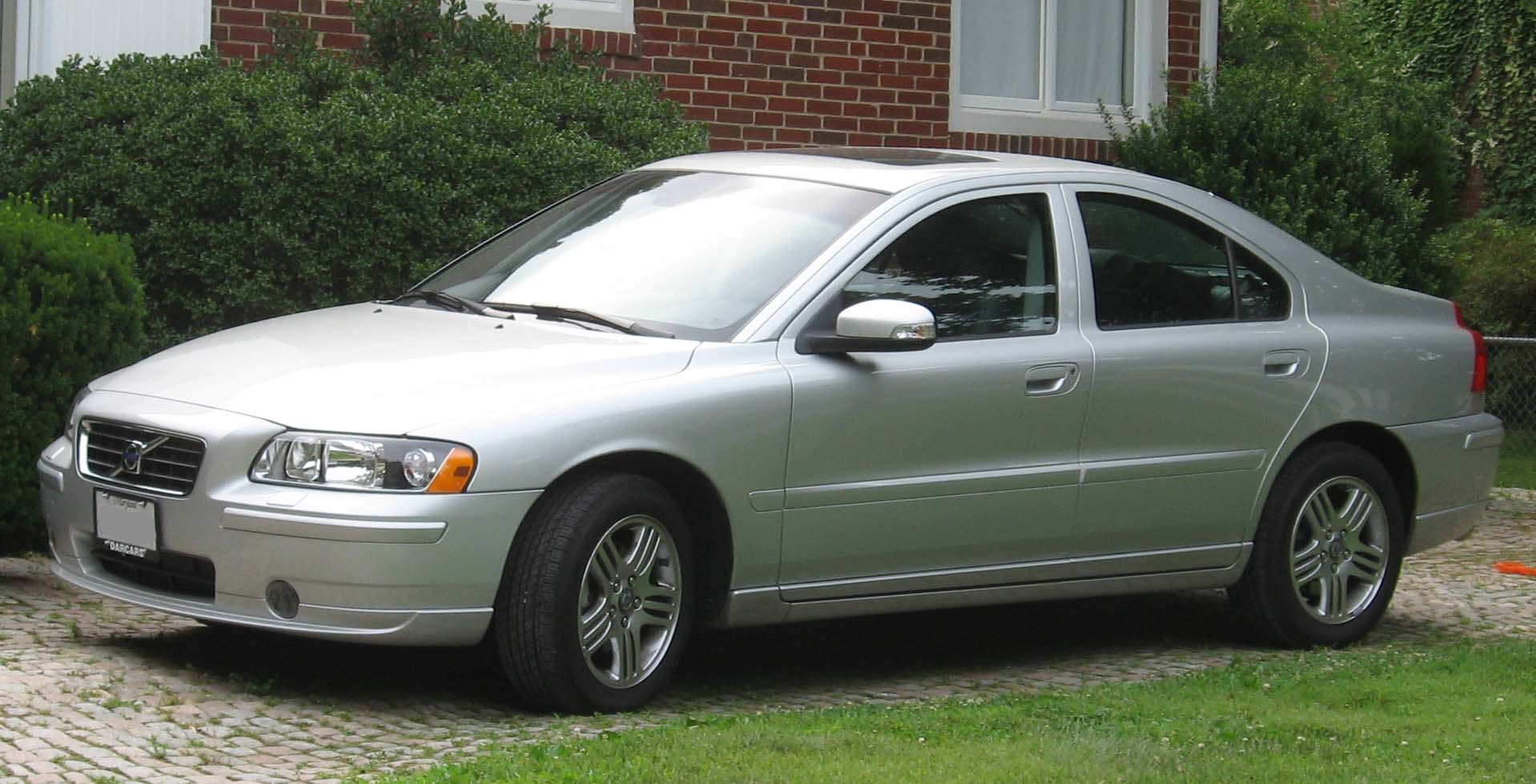

ولوو اس۶۰ (Volvo S۶۰) خودرویی است که در سال‌های ۲۰۰۰–کنون توسط شرکت ولوو در بلژیک، پرتوریای آفریقای جنوبی، شاه عالم مالزی و تایلند تولید شده‌است. طراحی آن موتور جلو، خودرو محور جلو، خودرو چهار چرخ محرک بوده است.

## نگارخانه

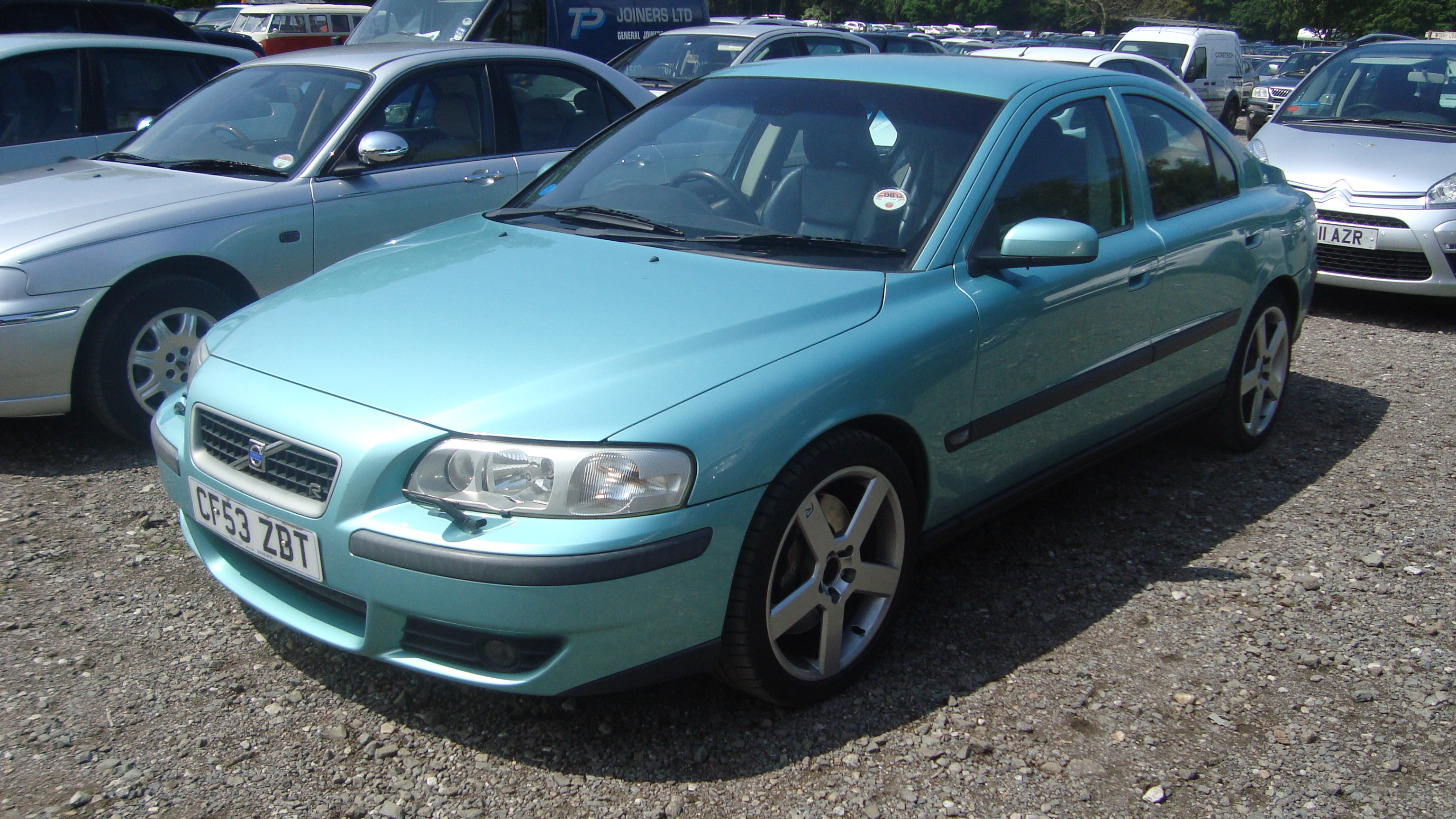
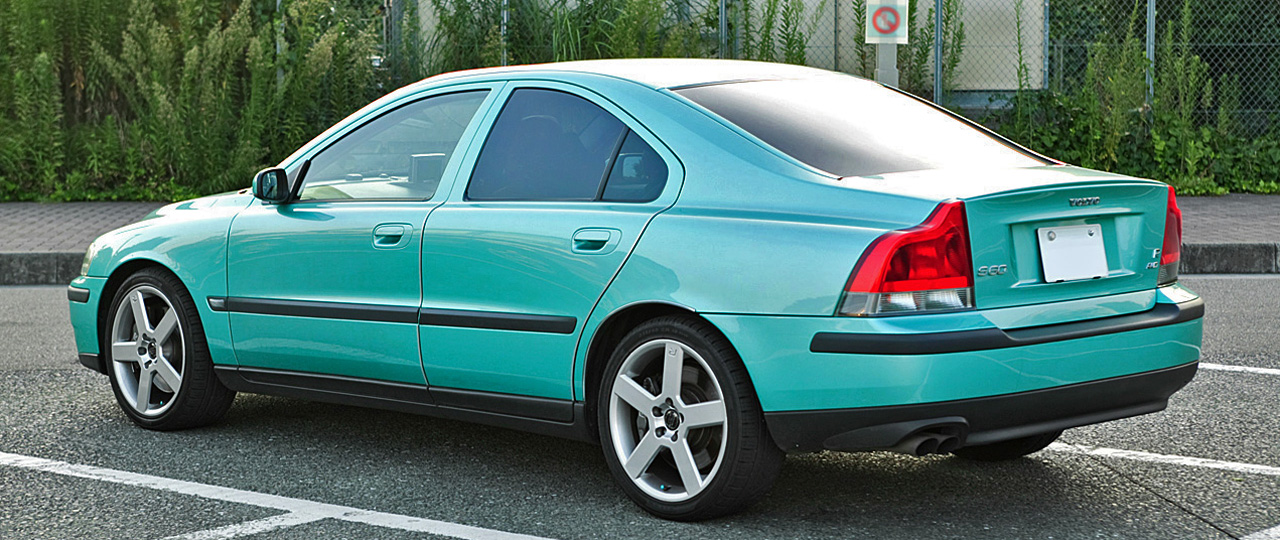
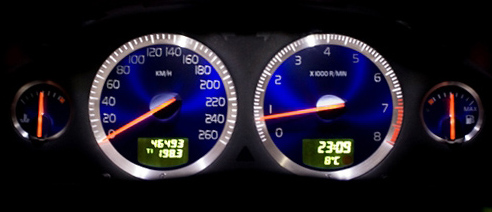